# بوشنگانوویچ
بوشنگانوویچ (به صربی: Bošnjanović) یک منطقهٔ مسکونی در صربستان است که در ییگ واقع شده‌است.